# Onslaught
Onslaught este o formație de thrash metal din Bristol, Anglia, fondată în anul 1982 de către chitaristul Nige Rockett și bateristul Steve Grice. 